# Kamal Mokdad
Kamal Mokdad, né le 7 mai 1974, est le directeur général de la Banque centrale populaire (BCP) au Maroc, et chargé de la gestion et du développement du groupe BCP à l’international.

## Biographie

### Enfance et formation
Kamal Mokdad a grandi à Meknès, au Maroc. Il effectue ses études secondaires au lycée Moulay Ismail et poursuit ses études à l’Institut d’Études Politiques de Paris (Sciences Po Paris) et y décroche le diplôme du cycle normal en section économique et financière, ainsi qu’un certificat international d’études politiques. Il prépare ensuite le diplôme français d’expertise comptable qu’il obtient en 2006, en même temps que le prix du "meilleur mémoire d'expertise comptable en France". Il est également titulaire d’un MBA obtenu en France en 2014.

### Parcours professionnel
Kamal Mokdad intègre en 1998 à Paris un cabinet international d’audit et de conseil. Il réalise plusieurs missions auprès de grands groupes européens notamment dans les secteurs bancaire et d’assurance, et se voit coopter en 2006 à Paris en tant qu'Associé international.
En 2007, il rejoint le bureau marocain de Mazars pour gérer la transition avec son associé fondateur Abdelkader Masnaoui  et lancer une nouvelle offre destinée aux « Financial Services ». En 2010, il se voit confier la gérance du cabinet marocain et en fait, après quelques années le leader au Maroc et l'un des principaux intervenants dans le secteur bancaire en Afrique. Il accompagne dès 2008 plusieurs groupes marocains et européens dans leur stratégie de développement en Afrique subsaharienne.
Début 2017, il est nommé directeur général à la Banque Centrale Populaire et prend en charge la gestion et le développement des activités du groupe BCP à l’international, incluant le monitoring des relations avec les bailleurs de fonds, le pilotage et le développement des filiales internationales (bancaires, d'assurance, de microfinance, de banque d'affaires et de gestion d'actifs), ainsi que la conduite des opérations de croissance externe. Il est en même temps nommé Directeur Général de « BCP Consulting », filiale à 100% de la BCP, créée pour faciliter le déploiement opérationnel des principaux projets résultant de la nouvelle vision stratégique définie pour l'international. Dès son arrivée au groupe BCP, il lance un vaste programme de transformation stratégique et d’optimisation des charges des filiales africaines.
Début mars 2019, il prend en charge les activités de la Banque Centrale Populaire au Maroc incluant la (Banque de Financement et d'Investissement, la Banque des Marchés de Capitaux, le Pôle Immobilier ainsi que le Pôle Technologie, Systèmes d’Informations et Opérations Groupe, en plus de ses responsabilités en tant que Directeur Général chargé de la Banque à l'international .

### Expertise africaine
Compte tenu de son expérience sur le continent africain, Kamal Mokdad est considéré comme un spécialiste de l’Afrique.

### Mandats exercés
Kamal Mokdad préside les conseils d’administration de nombreuses banques et compagnies d’assurance du Groupe BCP en Afrique. 
Il siège également en tant qu'administrateur au  sein de divers établissements financiers au Maroc, en Europe et en Afrique subsaharienne.
De juin 2020 à octobre 2024, il a occupé le poste de Président du Conseil d’Administration de la Bourse de Casablanca.

### Distinctions
Il a été identifié par le magazine New African parmi les personnalités les plus influentes de l’année 2017 en Afrique.
Par ailleurs, l’opération de rachat par la BCP des filiales bancaires en Afrique du groupe français BPCE (Banque Populaire Caisse d'Epargne), pilotée par Kamal Mokdad, a été consacrée « Deal de l’année » par l'édition 2018 du "Financial Afrik Awards" à Abidjan.
En 2021, Kamal Mokdad a été classé à la 62e position dans la liste Top CEOs of the Middle East  par le magazine Forbes Middle East.
En 2021, Kamal Mokdad a été nommé « Financier de l’année » parmi les 9 Marocains qui ont transformé l’Afrique, par Financial Afrik.
En 2023, Kamal Mokdad a été identifié parmi les 9 marocains figurant dans le classement annuel des 100 personnes qui transforment l'Afrique, publié par le magazine Financial Afrik